# Futsal-Regionalliga Süd
Die Futsal-Regionalliga Süd ist die derzeit zweithöchste deutsche Spielklasse im Futsal. Sie wurde in der Saison 2015/16 gegründet und ging in der ersten Saison mit sieben Mannschaften an den Start. Als eine von fünf Regionalligen im Bundesgebiet ermittelt sie den Teilnehmer an der Aufstiegsrunde zur Futsal-Bundesliga. Sie wird vom Süddeutschen Fußball-Verband ausgerichtet und umfasst die Bundesländer Hessen, Baden-Württemberg und Bayern.

## Gründungsmitglieder der Futsal-Regionalliga Süd 2015/16
SV Darmstadt 98, Cosmos Höchst, Futsal Nürnberg, Germania Ober-Roden, FC Portus Pforzheim, TV Wackersdorf, TSV Weilimdorf

## Spielzeiten der Regionalliga Süd
Erstklassige Regionalliga in drei Staffeln 
Mit ihrer Einführung in der Saison 2015/16 war die Regionalliga Süd, gemeinsam mit den Regionalligen Nordost und West, die höchste deutsche Spielklasse im Futsal. Sie umfasste die Bundesländer Bayern, Baden-Württemberg und Hessen. Der Meister qualifizierte sich direkt für das Viertelfinale um die Deutsche Futsal-Meisterschaft. Der Vizemeister nahm am Süddeutschen Futsal-Pokal teil und konnte sich so ebenfalls für die Deutsche Futsal-Meisterschaft qualifizieren. Maximal zwei Teams konnten aus der Futsal-Regionalliga Süd absteigen. Der Norddeutsche Fußball-Verband und der Südwestdeutsche Fußballverband richteten Qualifikationsturniere um die Teilnahme an der Deutschen Futsal-Meisterschaft aus.
Erstklassige Regionalliga in vier Staffeln 
Ab der Saison 2017/18 ist die Regionalliga Süd, gemeinsam mit den Regionalligen Nord, Nordost und West, die höchste deutsche Spielklasse im Futsal. Sie umfasst die Bundesländer Bayern, Baden-Württemberg und Hessen. Der Meister und der Vizemeister qualifizieren sich direkt für das Viertelfinale um die Deutsche Futsal-Meisterschaft. Maximal zwei Teams können aus der Futsal-Regionalliga Süd absteigen.
Zweitklassige Regionalliga in fünf Staffeln 
Mit Einführung der Futsal-Bundesliga wurde die Regionalliga Süd (sowie Nord, Nordost, West und Südwest) zweitklassig. Der Meister spielt gegen die anderen Regionalliga-Meister und den vorletzten der Bundesliga um zwei Plätze der kommenden Saisons. Sowohl 2022 der SSV Jahn Regensburg, 2023 OFC/Pars sowie 2024 die Beton Boys München konnten ihre Relegationsgruppe gewinnen und stiegen somit auf.

## Bisherige Meister
Die Tabelle führt alle Meister und Vizemeister der Futsal-Regionalliga Süd sowie deren jeweiliges Abschneiden bei der Deutschen Futsal-Meisterschaft auf.
| Saison  | Meister                       | Abschneiden DM                | Vizemeister                  | Abschneiden DM               |
| ------- | ----------------------------- | ----------------------------- | ---------------------------- | ---------------------------- |
| 2015/16 | TSV Weilimdorf                | Halbfinale                    | FC Portus Pforzheim          | Vorrunde                     |
| 2016/17 | SSV Jahn Regensburg           | Meister                       | TSV Weilimdorf               | nicht teilgenommen           |
| 2017/18 | TSV Weilimdorf                | Halbfinale                    | SSV Jahn Regensburg          | Vorrunde                     |
| 2018/19 | TSV Weilimdorf                | Meister                       | SSV Jahn Regensburg          | Achtelfinale                 |
| 2019/20 | TSV Weilimdorf                | Halbfinale                    | SSV Jahn Regensburg          | Finale                       |
| 2020/21 | TSV Weilimdorf                | Meister                       | FC Penzberg                  | Viertelfinale                |
| 2021/22 | SSV Jahn Regensburg           | SSV Jahn Regensburg           | Beton Boys München           | Beton Boys München           |
| 2022/23 | OFC/Pars                      | OFC/Pars                      | Beton Boys München           | Beton Boys München           |
| 2023/24 | Beton Boys München            | Beton Boys München            | TSV 1860 Futsal              | TSV 1860 Futsal              |
| 2024/25 | YB Balkan Pfarrkirchen Futsal | YB Balkan Pfarrkirchen Futsal | Black Forest Futsal Freiburg | Black Forest Futsal Freiburg |